# Duda, Vaslui
Duda este un sat în comuna Duda-Epureni din județul Vaslui, Moldova, România.
Satul Duda este atestat documentar în anul 1634. A fost la început răzășesc, apoi a intrat în posesia boierilor Lupu Costache, Vasile Roset, Safta Roset, Grigore Sturdza și Vericeanu. Are biserică din anul 1803, Adormirea Maicii Domnului.
Satul Duda incorporează fosta localitate Novaci, atestată pentru prima dată în anul 1622. A fost așezare ce a aparținut de ocolul domnesc al târgului Huși, apoi a intrat în posesia mai multor boieri, respectiv Ionașco Cehan, Mihail Racoviță, apoi în stăpânirea Mănăstirii Fâstâci, din județul Vaslui. Are biserică din secolul al XVII-lea, Sfinții Mihail și Gavril.